# Hunger (Florence and the Machine)
Hunger è un singolo del gruppo musicale britannico Florence and the Machine, pubblicato il 3 maggio 2018 come secondo estratto dal quarto album in studio High as Hope.

## Descrizione
Riguardo alla canzone, scritta e prodotta dalla frontwoman del gruppo Florence Welch in collaborazione con Emile Haynie, la stessa Welch ha dichiarato:
Annunciato dal gruppo stesso attraverso i propri account social il 30 aprile 2018, Hunger è stato pubblicato per il download digitale a partire dal 3 maggio successivo, subito dopo aver rivelato la data di pubblicazione e la lista tracce dell'album in studio di appartenenza High as Hope. Il singolo è stato poi inviato alle stazioni radiofoniche italiane a partire dall'11 maggio e a quelle statunitensi di musica adult contemporary a partire dal 19 giugno dello stesso anno.

## Video musicale
Il videoclip è stato pubblicato sul canale Vevo del gruppo in concomitanza con la sua uscita come singolo ufficiale, quindi il 3 maggio 2018. Così come il predecessore Sky Full of Song, esso è stato diretto dal regista spagnolo Andres Gonzalez Rojas.

## Tracce
1. Hunger – 3:34 (Florence Welch, Emile Haynie, Thomas Bartlett, Tobias Jesso Jr.)

## Classifiche
| Classifica (2018)  | Posizione massima |
| ------------------ | ----------------- |
| Australia          | 92                |
| Belgio (Fiandre)   | 44                |
| Francia            | 127               |
| Irlanda            | 83                |
| Islanda            | 2                 |
| Regno Unito        | 41                |
| Stati Uniti (rock) | 9                 |